# تولستوفکا (استان آمور)
تولستوفکا (به لاتین: Tolstovka) یک منطقهٔ مسکونی در روسیه است که در استان آمور واقع شده‌است.